# Ветстон (Аризона)
Ветстон (енгл. Whetstone) насељено је место без административног статуса у америчкој савезној држави Аризона.

## Демографија
По попису из 2010. године број становника је 2.617, што је 263 (11,2%) становника више него 2000. године.
| Група             | 2000.         | 2010.         |
| Белци             | 1.845 (78,4%) | 1.969 (75,2%) |
| Афроамериканци    | 69 (2,9%)     | 57 (2,2%)     |
| Азијати           | 20 (0,8%)     | 44 (1,7%)     |
| Хиспаноамериканци | 324 (13,8%)   | 442 (16,9%)   |
| Укупно            | 2.354         | 2.617         |